# Gregurovec (Mihovljan)
Gregurovec is een plaats in de gemeente Mihovljan in de Kroatische provincie Krapina-Zagorje. De plaats telt 390 inwoners (2001).